# Скерла, Андрюс
А́ндрюс Скерла́ (лит. Andrius Skerla; 29 апреля 1977, Вильнюс, Литовская ССР, СССР) — литовский футболист, защитник, тренер.

## Карьера
Воспитанник клуба «Жальгирис», в котором дебютировал в 1995 году.
В 1997 перешёл в нидерландский ПСВ, где провёл три сезона. Первые 2 года выступал очень редко - на его счету были лишь две игры в чемпионате.
В 2000 перебрался в шотландский «Данфермлин Атлетик». В новом клубе, которым руководил, Джимми Кальдервуд он сразу же заслужим место в основном составе. После успешного первого сезона в «Данфермлин Атлетик» он получил множество приглашений в другие клубы, в том числе и в «Рейнджерс» из Глазго, но Скерла сказал, что не хочет менять клуб.
В 2005 году в финале кубка Шотландии в матче против «Селтик» он забил единственный мяч в ворота кельтов, в игре которая завершилась поражением (1:3).
В марте 2005 Скерла сообщил, что из-за семьи хочет перейти в клуб поближе к Литве. Был на просмотре в «Рубине» из Казани, но «Рубин» не договорился с шотландцами о цене за трансфер игрока, Скерла искал варианты его трудоустройства в другом клубе Российской Премьер-лиге и в конечном счёте перебрался в «Томь» из Томска за 200 тысяч долларов.
После «Томи» он решил вернуться на родину, в чемпионате которой он не играл 11 лет.
В 2007 году Скерла перешёл в «Ветру», после «Ветры» он играл в «Короне» из города Кельце.

## Достижения
- Чемпион Литвы: 2013
- Серебряный призёр чемпионата Литвы: 1996/97
- Бронзовый призёр чемпионата Литвы: 1995/96
- Обладатель Кубка Литвы: 2013
- Серебряный призёр чемпионата Нидерландов: 1997/98
- Бронзовый призёр чемпионата Нидерландов: 1998/99
- Обладатель Суперкубка Нидерландов: 1998
- Финалист Кубка Шотландии: 2004
- Обладатель Кубка Польши: 2010